# Rio Gârbăul Dejului
O Rio Gârbăul Dejului é um rio da Romênia, afluente do Someşul Mare, localizado no distrito de Cluj.